# 白泉社
白泉社（日语：白泉社、はくせんしゃ）是一家日本出版社，主要發行雜誌、漫畫、文庫、繪本等書籍。1973年12月1日從集英社分支出去成立。跟小學館、集英社同屬於一橋集團（日语：一ツ橋グループ）。

## 發行雜誌
- 漫畫雜誌

- 花與夢（花とゆめ）
- 別冊花與夢（別冊花とゆめ）
- The 花與夢（ザ花とゆめ）
- LaLa
- LaLa DX
- 月刊MELODY（月刊メロディ）
- YOUNG ANIMAL（ヤングアニマル）
- YOUNG ANIMAL嵐（ヤングアニマル嵐）
- YOUNG ANIMAL增刊Island（ヤングアニマル増刊あいらんど）
- 樂園 Le Paradis（楽園 Le Paradis）（季刊(每年2、6、10月發售)）

- 一般雜誌

- MOE
- CANDy（休刊）
- 小說花丸

- 網絡雜誌

- Love Silky

## 漫畫
- 花與夢COMICS（花とゆめコミックス）
- JETS COMICS（ジェッツコミックス）
- 白泉社LADIES' COMICS（白泉社レディースコミックス）
- 花丸COMICS（花丸コミックス）

## 書籍
- 白泉社文庫（白泉社文庫、コミック文庫）
- 花丸文庫・花丸文庫BLACK
- 花丸novels（花丸ノベルズ）

## 網路平台
- 漫畫Park （マンガPark）[1]

## 外部連結
- 公式サイト （页面存档备份，存于）
- 白泉社的X（前Twitter）（2009年6月10日 02:39:44 - ）※ UTC表記。
- YouTube上的HakusenshaBooks頻道（2011年1月26日 - ）
- マンガPark （页面存档备份，存于）

1. ↑  . マンガPark.   [2022-07-04]. （原始内容存档于2022-11-07）.